# Stazione di Valdragone
La stazione di Valdragone era situata lungo la linea ferroviaria a scartamento ridotto Rimini-San Marino, a servizio della curazia di Valdragone, a San Marino.

## Storia
La fermata fu inaugurata insieme alla linea il 12 giugno 1932 e rimase attiva fino al 12 luglio 1944.
A causa degli ingenti danni provocati dai bombardamenti avvenuti durante la seconda guerra mondiale, né la stazione né la linea stessa vennero più riattivate. Il fabbricato viaggiatori è adibito ad una abitazione privata.

## Strutture e impianti
La fermata era dotata da un fabbricato viaggiatori e dal solo binario di circolazione. Ad oggi (2016) rimane solo il fabbricato viaggiatori adibito ad una abitazione privata e sull'ex sedime ferroviario è stato costruito una strada.